# Druga slovenska nogometna liga 1999-2000
La Druga slovenska nogometna liga 1999-2000 (in lingua italiana: Secondo campionato calcistico sloveno 1999-2000), abbreviata in 2. SNL 1999-2000, fu la nona edizione della seconda serie del campionato di calcio sloveno.

## Formula
Le 16 squadre partecipanti disputarono un girone all'italiana con gare di andata e ritorno (30 giornate totali) al termine delle quali:
- Le prime due classificate furono promosse in 1. SNL 2000-2001
- Le ultime quattro classificate furono retrocesse in 3. SNL 2000-2001

## Squadre partecipanti
| Squadra               | Città           | Stadio                       | Stagione 1998-99 | Stagione 1998-99 |
| Squadra               | Città           | Stadio                       | Pos.             | Divisione        |
| --------------------- | --------------- | ---------------------------- | ---------------- | ---------------- |
| Koper                 | Capodistria     | Stadio Bonifika              | 11º              | 1. SNL           |
| Živila Triglav        | Kranj           | Športni Center Stanko Mlakar | 12°              | 1. SNL           |
| Železničar Ligro      | Maribor         | Športni Park Tabor           | 3°               | 2. SNL           |
| Esotech Šmartno       | Šmartno ob Paki | Stadion Šmartno              | 4°               | 2. SNL           |
| Tabor Sežana          | Sesana          | Stadio Rajko Štolfa          | 5°               | 2. SNL           |
| Aluminij              | Kidričevo       | Športni park Aluminij        | 6°               | 2. SNL           |
| Drava                 | Ptuj            | Mestni stadion               | 7°               | 2. SNL           |
| Zagorje               | Zagorje ob Savi | Mestni stadion               | 8°               | 2. SNL           |
| Šentjur               | Šentjur         | Športni park Šentjur         | 9°               | 2. SNL           |
| Elan                  | Novo mesto      | Stadion Portoval             | 10°              | 2. SNL           |
| Nafta                 | Lendava         | Športni park Lendava         | 11°              | 2. SNL           |
| Jadran Hrpelje-Kozina | Cosina          | Stadion Krvavi Potok         | 12°              | 2. SNL           |
| Avtoplus Korte        | Corte d'Isola   | Stadion Malija               | 1°               | 3. SNL Ovest     |
| Livar                 | Ivančna Gorica  | Stadion Ivančna Gorica       | 1°               | 3. SNL Centro    |
| Montovar Rogoza       | Rogoza          | Športni park Rogoza          | 1°               | 3. SNL Nord      |
| Črenšovci             | Črenšovci       | Športni park Črenšovci       | 1°               | 3. SNL Est       |

## Classifica
|                  | Pos. | Squadra               | Pt | G  | V  | N  | P  | GF | GS | DR  |
| ---------------- | ---- | --------------------- | -- | -- | -- | -- | -- | -- | -- | --- |
|                  | 1.   | Koper                 | 72 | 30 | 22 | 6  | 2  | 76 | 21 | +55 |
|                  | 2.   | Tabor Sežana          | 69 | 30 | 21 | 6  | 3  | 64 | 13 | +51 |
|                  | 3.   | Šmartno ob Paki       | 59 | 30 | 18 | 5  | 7  | 57 | 39 | +18 |
|                  | 4.   | Aluminij              | 55 | 30 | 16 | 7  | 7  | 62 | 32 | +30 |
|                  | 5.   | Železničar Maribor    | 53 | 30 | 16 | 5  | 9  | 47 | 32 | +15 |
|                  | 6.   | Zagorje               | 48 | 30 | 14 | 6  | 10 | 53 | 35 | +18 |
|                  | 7.   | Elan                  | 47 | 30 | 14 | 5  | 11 | 43 | 35 | +8  |
|                  | 8.   | Livar                 | 45 | 30 | 14 | 3  | 13 | 52 | 47 | +5  |
|                  | 9.   | Triglav               | 38 | 30 | 11 | 5  | 14 | 37 | 42 | −5  |
|                  | 10.  | Jadran Hrpelje-Kozina | 37 | 30 | 9  | 10 | 11 | 34 | 37 | −3  |
|                  | 11.  | Nafta                 | 34 | 30 | 9  | 7  | 14 | 34 | 49 | −15 |
|                  | 12.  | Šentjur               | 30 | 30 | 7  | 9  | 14 | 29 | 52 | −23 |
|                  | 13.  | Drava Ptuj            | 29 | 30 | 7  | 8  | 15 | 34 | 47 | −13 |
|                  | 14.  | Črenšovci             | 23 | 30 | 6  | 5  | 19 | 31 | 82 | −51 |
|                  | 15.  | Rogoza                | 20 | 30 | 5  | 5  | 20 | 25 | 68 | −43 |
|                  | 16.  | Korte                 | 12 | 30 | 2  | 6  | 22 | 17 | 64 | −47 |
| Fonte: rsssf.org |      |                       |    |    |    |    |    |    |    |     |

Legenda:
      Promosso in 1. SNL 2000-2001.
  Partecipa agli spareggi.
      Retrocesso in 3. SNL 2000-2001.
      Escluso dal campionato.
Regolamento:
Tre punti a vittoria, uno a pareggio, zero a sconfitta.
In caso di arrivo di due o più squadre a pari punti, la graduatoria viene stilata secondo la classifica avulsa tra le squadre interessate (= scontri diretti).